# Bezouce
Bezouce – miejscowość i gmina we Francji, w regionie Oksytania, w departamencie Gard.
Według danych na rok 1990 gminę zamieszkiwało 1625 osób, a gęstość zaludnienia wynosiła 132 osoby/km² (wśród 1545 gmin Langwedocji-Roussillon Bezouce plasuje się na 232. miejscu pod względem liczby ludności, natomiast pod względem powierzchni na miejscu 639.).